# Gil Brewer
Pour les articles homonymes, voir Brewer.
Gil Brewer, nom de plume de Gilbert John Brewer né le 20 novembre 1922 à Canandaigua, dans l'État de New York, et mort le 9 janvier 1983 à St. Petersburg, en Floride, est un écrivain américain, auteur de roman policier. Il publie parfois sous les pseudonymes Harry Arway, Al Conroy, Elaine Evans, Hal Ellson, Eric Fitzgerald, Bailey Morgan et utilise également le nom maison Ellery Queen.

## Biographie
Il connaît une enfance difficile en raison de nombreuses tensions entre lui et sa mère qui lui reproche de vouloir devenir, tout comme son père, un écrivain.
Lors de la Deuxième Guerre mondiale, Brewer combat en Belgique et, pendant deux ans, en France, où il est blessé.  Démobilisé, il est successivement pompiste, ouvrier dans une fabrique de conserves et libraire.
Il amorce sa carrière littéraire en publiant plus de 400 nouvelles dans divers pulps, dont Black Mask.  Il faut attendre le début des années 1950 pour le voir aborder le roman qu'il ne délaisse plus pendant vingt ans, écrivant plusieurs romans noirs où la présence de belles femmes, aussi lascives que rapaces, et la description soutenue de scènes de violence, fortement teintées de sensualité, soulignent assez l'appartenance de Gil Brewer à la littérature policière du Sud des États-Unis, à l'instar des Harry Whittington, Charles Williams, John D. MacDonald et Day Keene.
Alcoolique invétéré, il meurt des suites d'un coma éthylique en 1983.

## Œuvre

### Romans
- Satan is a Woman (1951) Publié en français sous le titre Satan est une femme, Paris, Gallimard, coll. « Série noire » no 199, 1954
- So Rich, So Dead (1951) Publié en français sous le titre Plus morts que riches, Paris, Denoël, coll. « Oscar » no 16, 1953 ; Paris, Gallimard, coll. « Série noire » no 674, 1961
- 13 French Street (1951) Publié en français sous le titre 13 French Street, Paris, Minerve, 1985 ; réédition, Paris, J'ai lu no 8400, coll. « Hard Case Crime », 2007
- Love Me and Die (1951), écrit en collaboration avec Day Keene, mais publié uniquement sous ce dernier nom. Publié en français sous le titre Aime-moi et meurs, Paris, Ferenzci, coll. « Le Fantôme » no 12, 1954 ; réédition signée Day Keene sous le titre Le Miroir aux amourettes, Paris, Gallimard, coll. « Série noire » no 1041, 1966
- Flight to Darkness (1952)
- Hell’s Our Destination (1953) Publié en français sous le titre En voiture pour l'enfer, Paris, Gallimard, coll. « Série noire » no 381, 1957
- A Killer is Loose (1954) Publié en français sous le titre La Machine à découdre, Paris, Gallimard, coll. « Série noire » no 248, 1955 ; réédition, Paris, Gallimard, coll. « Carré noir » no 564, 1984
- Some Must Die (1954)
- 77 Rue Paradis (1954)
- Play it Hard (1954)
- The Squeeze (1955)
- And the Girl Screamed (1956) Publié en français sous le titre  Mâtinés de zoulous, Paris, Gallimard, coll. « Série noire » no 386, 1957
- The Angry Dream ou The Girl from Hateville (1957)
- The Brat (1957)
- Little Tramp (1957)
- The Bitch (1958)
- The Red Scarf (1958) Publié en français sous le titre L'Écharpe rouge, Paris, Gallimard, coll. « Série noire » no 1519, 1972
- Wild (1958)
- The Vengeful Virgin (1958)
- Wild to Possess (1959)
- Angel (1959) Publié en français sous le titre Pas de boulettes !, Paris, Gallimard, coll. « Série noire » no 1583, 1972
- Sugar (1959) Publié en français sous le titre La dame est un trésor, Paris, Presses Internationales, coll. « Inter-Police » no 49, 1961
- Nude on Thin Ice (1960)
- Backwoods Teaser (1960)
- The Three-Way Split (1960) Publié en français sous le titre À la courte paille, Paris, Plon, coll. « Nuit blanche » no 9, 1962
- Play it Hard (1960)
- Appointment in Hell (1961)
- A Taste for Sin (1961)
- Memory of Passion (1962)
- The Hungry One (1966)
- The Tease (1967)
- Sin for Me (1967)
- The Campus Murders (1969), signé du nom maison Ellery Queen
- It Takes a Thief #1: The Devil in Davos (1969)
- It Takes a Thief #2: Mediterranean Caper (1969)
- It Takes a Thief#3: Appointment in Cairo (1970)
- Blood on the Ivy (1970), signé Hal Ellson

### Romans signés Al Conroy
Note : Al Conroy est le pseudonyme de Marvin H. Albert qui demanda à Gil Brewer de l'utiliser à deux reprises pour alimenter la série “Soldato”.
- Strangle Hold ! (1973)
- Murder Mission ! (1973)

### Romans signés Harry Arvay

#### SérieMax Roth
- The Moscow Intercept (1975)
- Eleven Bullets for Mohammed (1975)
- Operation Kuwait (1975)
- The Piraeus Plot (1975)
- Togo Commando (1976)

### Romans gothiques signées Elaine Evans
- Shadowland (1970)
- A Dark & Deadly Love (1972)
- Black Autumn (1973)
- Wintershade (1974)

### Nouvelles
- With This Gun (1951)
- It's Always Too Late (1951)
- Final Appearance (1951)
- Moonshine (1955) Publié en français sous le titre Clair de lune, Paris, Opta, Suspense no 2, 1956
- I Saw Her Die (1955) Publié en français sous le titre Je l'ai vue mourir, Paris, Opta, Suspense no 3, 1956
- Teen-Age Casanova (1955)
- Red Scarf (1955), première version courte de ce qui deviendra le roman The Red Scarf
- Die, Darling, Die (1956)
- They'll Find Us (1956)
- Fog (1956) Publié en français sous le titre Brouillard, Paris, Opta, Suspense no 8, 1956 ; réédition, Paris, Opta, Alfred Hitchcock magazine no 129, 1972
- The Gesture (1956) Publié en français sous le titre Un grand amour, Paris, Fayard, Le Saint détective magazine no 22, 1956 ; réédition sous le titre Le Beau Geste « in » Histoires de crimes passionnels, Paris, Presses-Pocket, 1990
- Home (1956)
- Come Across (1956) Publié en français sous le titre Montez donc !, Paris, Opta, Suspense no 5, 1956 ; réédition « in » Les Chefs-d'œuvre du crime, Paris, Éditions Planète, 1965 ; réédition « in » Anthologie de la littérature policière, Paris, Ramsay, 1980 ; réédition « in » La Méchante Dose, Paris, Librio coll. « noir », 1999
- Goodbye, Jeannie (1956)
- Matinee (1956) Publié en français sous le titre L'Objet du désir, Paris, Opta, Suspense no 16, 1957 ; réédition sous le titre Matinée « in » Histoires de cinglés, Paris, Presses-Pocket, 1990
- The Tormentors (1956) Publié en français sous le titre Les Bourreaux, Paris, Opta, Suspense no 11, 1957
- The Ax Is Ready (1956)
- On a Sunday Afternoon (1957) Publié en français sous le titre Déjeuner au soleil, Paris, Opta, Suspense no 14, 1957 ; réédition sous le titre Dimanche après-midi « in » Histoires d'agresseurs, Paris, Presses-Pocket, 1990
- Kill Crazy (1957)
- Prowler ! (1957) Publié en français sous le titre Va prendre une douche, Nicky !, Paris, Opta, Choc Suspense no 4, 1968
- Stop Off (1957)
- I'll Be in the Bedroom (1957)
- The Price of Pride (1957)
- Bothered (1957) Publié en français sous le titre Tous des menteurs, Paris, Opta, Choc-Suspense no 3, 1967 ; réédition « in » Enfants rouges, Paris, Julliard, coll. « Bibliothèque criminelle », 1990
- Old Timers (1957)
- That Damned Piper (1957)
- The Glass Eye (1957)
- Meet Me in Darkness (1958) Publié en français sous le titre Rendez-vous dans les ténèbres, Paris, Opta, Anthologie du Suspense no 9, 1971
- Death of a Prowler (1958)
- Getaway Money (1958)
- Redheads Die Quickly (1959)
- This Petty Pace (1959)
- Harlot House (1959)
- Cop (1965)
- Goodbye Now (1968) Publié en français sous le titre Et maintenant, adieu, Paris, Opta, Alfred Hitchcock magazine no 91, 1968 ; réédition « in » Histoires à vous glacer le sang, Paris, Presses-Pocket, 1984 ; réédition 1992 ; réédition « in » 100 Nouvelles Histoires extraordinaires, Paris, Omnibus, 1994
- Sympathy (1969)
- The Mountain Kid (1969)
- Trick (1969) Publié en français sous le titre Enveloppé, Paris, Opta, Alfred Hitchcock magazine no 106, 1970
- Pawnee (1969)
- Small Bite (1970)
- Token (1972)
- Peccadillo (1973)
- I Apologize (1974)
- Investment (1974)
- Blue Moon (1974)
- Mother (1974)
- Deadly Little Green Eyes (1975)
- Cave in the Rain (1975)
- Love-Lark (1975)
- The Gentle Touch (1975)
- A Waking Dream (1975)
- Live Bait (1975)
- Upriver (1975)
- The Getaway (1976)
- The Thinking Child (1976)
- Swamp Tale (1976)
- Hit (1977)
- Family (1978)
- The Closed Room (1979)
- Fool's Gold (1984), publication posthume Publié en français sous le titre Tombe à pic, dans le recueil Histoires à vous rendre tout chose, Paris, Presses Pocket no 2824, 1988

## Sources
- Claude Mesplède (dir.), Dictionnaire des littératures policières, vol. 1 : A - I, Nantes, Joseph K, coll. « Temps noir », 2007, 1054 p. (ISBN 978-2-910686-44-4, OCLC 315873251), p. 300-301.
- Claude Mesplède, Les années "Série noire" : bibliographie critique d'une collection policière, vol. 1 : 1945-1959, Amiens, Editions Encrage, coll. « Travaux » (no 13), 1992 (ISBN 978-2-906389-34-2).
- Claude Mesplède, Les années "Série noire" : bibliographie critique d'une collection policière, vol. 2 : 1959-1966, Amiens, Editions Encrage, coll. « Travaux » (no 17), 1993 (ISBN 978-2-906389-43-4).
- Claude Mesplède, Les années "Série noire" : bibliographie critique d'une collection policière, vol. 3 : 1966-1972, Amiens, Editions Encrage, coll. « Travaux / 22 », 1994 (ISBN 978-2-906389-53-3).
- Claude Mesplède et Jean-Jacques Schleret, SN, voyage au bout de la Noire : inventaire de 732 auteurs et de leurs œuvres publiés en séries Noire et Blème : suivi d'une filmographie complète, Paris, Futuropolis, 1982, 476 p. (OCLC 11972030), p. 44-45.